# Cobbel
Cobbel is een plaats en voormalige gemeente in de Duitse deelstaat Saksen-Anhalt, en maakt deel uit van de Landkreis Stendal.
Cobbel telt 255 inwoners.